# Footloose
Footloose är en amerikansk dramafilm från 1984 i regi av Herbert Ross.

## Handling
Ren McCormack (Kevin Bacon) flyttar från Chicago till en liten håla i Iowa med sin mamma. I den lilla staden är det inte tillåtet att spela rockmusik eller att dansa på grund av stadens religiösa och puritanska styre. Ren, som själv älskar att sjunga och dansa, bestämmer sig för att försöka ändra på detta och ordnar en danstillställning. Hans största motståndare i detta är pastorn Shaw Moore (John Lithgow), vars dotter, vid namn Ariel (Lori Singer), Ren förälskar sig i. Hon är från början tillsammans med traktens ligist, Chuck.

## Rollista i urval
- Kevin Bacon – Ren McCormack
- Lori Singer – Ariel Moore, Shaw Moores dotter
- John Lithgow – Shaw Moore, präst
- Dianne Wiest – Vi Moore, Shaw Moores hustru
- Chris Penn – Willard Hewitt, Rens kompis
- Sarah Jessica Parker – Rusty
- John Laughlin – Woody
- Elizabeth Gorcey - Wendy Jo
- Frances Lee McCain - Ethel McCormack
- Jim Youngs - Chuck Cranston
- Timothy Scott - Andy Beamis

## Musik i filmen
Flera av låtarna i filmen fick framgångar på topplistorna:
- "Footloose", framförd av Kenny Loggins (/Kom loss av The Herreys)
- "Let's Hear it for the Boy", framförd av Deniece Williams
- "Holding Out for a Hero", framförd av Bonnie Tyler
- "Almost Paradise", framförd av Mike Reno och Ann Wilson
- "I'm Free", framförd av Kenny Loggins
- "Somebody's Eyes", framförd av Karla Bonoff

## Andra versioner

### Nyinspelning
Paramount Pictures har gjort en nyinspelning av Footloose, som i Sverige hade biopremiär i november 2011.

### Scenmusikal
22 oktober 1998 hade en scenmusikal baserad på filmhistorien urpremiär på Broadway i New York. Musiken skrevs främst av Tom Snow och sångtexter/manus av filmmanusförfattaren Dean Pitchford samt Kenny Loggins och Walter Bobbie. 2005 gjordes en viss omarbetning för premiär i London 2006. Den 8 november 2007 hade musikalen skandinavienpremiär på Stora Teatern i Göteborg och gick därefter 2008 på Intiman i Stockholm. Rollen som Ren gjordes då inledningsvis av Peter Johansson; efter första säsongen togs den rollen över av Henrik Orwander. Ariel spelades av Anna Sahlin respektive Therese "Terran" Andersson. Ligisten Tommy gestaltades av Måns Zelmerlöw resp. Brolle.